# Аскеранский район (НКР)
Аскера́нский райо́н (арм. Ասկերանի շրջան) — административная единица в составе непризнанной Нагорно-Карабахской Республики. Административный центр — Аскеран. Согласно административно-территориальному делению Азербайджанской Республики, Аскеранский район НКР занимал территорию Ходжалинского и часть Агдамского районов Азербайджана.

## География
На юге граничил с Шушинским и Гадрутским районами НКР, на юго-востоке — с Мартунинским, на севере — с Мартакертским, на западе — с Кашатагским, на востоке — с Агдамским районом Азербайджана. На юго-западе района находилась столица непризнанной НКР — Степанакерт (Ханкенди).

## История
Район был образован в 1990-е годы путём присоединения властями непризнанной НКР к территории бывшего Аскеранского района Нагорно-Карабахской автономной области части территории Агдамского района Азербайджана, перешедшей под контроль НКР в ходе Первой карабахской войны.
По результатам Второй карабахской войны Азербайджан стал контролировать несколько населённых пунктов в южной части района, а именно сёла Мошхмаат (Бахарлы), Карабулак, Мадаткенд, Чанагчы, Демирчиляр и Сигнах. Кроме того, на основании трёхстороннего соглашения между Азербайджаном, Арменией и Россией от 10 ноября 2020 года, Азербайджан вернул под свой контроль всю территорию Агдамского района согласно доконфликтному административному делению, а территория остальной части Аскеранского района НКР перешла под контроль Российских миротворческих сил.
В результате боевых действий в сентябре 2023 года Азербайджан восстановил свой контроль над всей территорией непризнанной НКР.

## Экономика
С целью развития туризма в республике на территории района в конце 2015 года планировалось начало строительства экодеревени. Программа была финансирована российско-армянским бизнесменом Рубеном Варданяном. Проект оценивался в 50 млн долларов США.

## Население
Численность населения Аскеранского района (тыс. чел.):
|                   | 2002 г. | 2003 г. | 2004 г. | 2005 г. | 2006 г. | 2007 г. | 2008 г. | 2009 г. |
| Аскеранский район | 16.6    | 16.8    | 16.9    | 17.0    | 17.0    | 17.4    | 17.6    | 17.7    |

Национальный состав населения Аскеранского района по переписи 2005 года:
| Народ   | Численность, чел. | Доля от всего населения, % |
| ------- | ----------------- | -------------------------- |
| армяне  | 16 952            | 99,84 %                    |
| русские | 7                 | 0,04 %                     |
| другие  | 20                | 0,12 %                     |
| всего   | 16 979            | 100,00 %                   |

## Памятники истории и архитектуры
Аскеранский район, как и весь Нагорный Карабах, богат памятниками истории и архитектуры.
- Крепость Майраберд (Аскеранская крепость) в Аскеране
- На северо-востоке района находятся руины Арцахского Тигранакерта.
- На юге района находится село Аветараноц (Чанахчы) — резиденция князей Варанды. Здесь сохранились крепостные укрепления, церковь Сурб Аствацацин, пустынь Кусаноц.
- Близ села Кармиргюх (Гызылоба) сохранились следы поселения, крепости, старое кладбище и хачкары.
- В монастыре Шошкаванк (также называемом Хачмач) имеются церкви, кладбище.
- В Сарушене (Дагъюрд) — церкви Пирумашен и Аменапркич.
- Монастырь Бовурханаванк XVII века.
- В селе Арав (Харов) — часовня Сегиту, хачкар XIII века.
- В селе Красный (Дагдаган) — церкви Сурб Рипсиме, Сурб Аствацацин, Срабек
- В окрестностях Степанакерта (Ханкенди) и в самом городе — остатки раннеармянских поселений, мост Мази Камурдж, памятник «Мы — наши горы» («Татик-папик»). Памятник бессмертия, установленный в парке Степанакерта (Ханкенди) в память погибшим в Великой Отечественной войне воинам.
- В селе Хнацах (Ханъюрду) — пещера Цак Кар, церковь Аствацацин, городище Кахикатах
- В селе Айгестан (Баллыджа) — церковь Сурб Аствацацин, хачкары XII—XIII веков.
- В селе Даграв (Гаябашы) — развалины церкви XIII века.
- В селе Бадара — селения, крепости, хачкары.
- В монастырском комплексе Охты Ехци имеется церковь и более 200 хачкаров IX—XIII веков.
- Монастырь Оцканванк.
- Монастырь Аменапркич (называемый также Пркчаванк) среди прочих строений включает остатки княжеской резиденции.
- В селе Ханцк (Ханъери) — церковь Сурб Аствацацин (1230 год)
- Монастырь Сурб Геворг
- Крепость близ села Дашбашы[6] — одна из древних карабахских крепостей, упоминалась с 821 года.
- В окрестностях Хндзристана (Алмалы) имеется старая маслодавильня (1772 год), памятник Они Хач.

## Спорт
- ФК Берд